# آرتو (اسپانیا)
آرتو (به اسپانیایی: Artó) یک منطقهٔ مسکونی در اسپانیا است که در Sabiñánigo واقع شده‌است. آرتو ۱۸ نفر جمعیت دارد و ۸۰۰ متر بالاتر از سطح دریا واقع شده‌است.